# Малашенко Лев Олександрович
Ле́в Олекса́ндрович Малашенко — український науковець, 1956 — заслужений працівник вищої школи УРСР, 1989 — професор, 1994 — доктор технічних наук. Нагороджений орденом Трудового Червоного Прапора та медалями.

## Життєпис
Батько його був службовцем, мама — вчителька. Перебув нацистську окупацію в Могильовській області. 1946-го закінчив неповну середню школу села Залесьє Краснопольського району, 1950 року — залізничну середню школу № 22 міста Кричев. 1956 року з відзнакою закінчив Харківський авіаційний інститут. Займався педагогічною та науковою роботою, 1962 року захищає дисертацію кандидата технічних наук.
З 1962 року працював замісником декана Харківського авіаційного інституту, протягом 1972—2001 років — декан факультету. З 1984 по 1990 рік — завідувач кафедри будівництва літаків. За його ініціативи було відкрито навчання по спеціальностях «Літаки та вертольоти», «Технологія літако- та вертольотобудування», «Інформаційні (комп'ютерні) технології проектування», «Нетрадиційні джерела енергії», «Робототехнічні системи та комплекси»
Провадив наукові експерименти в царині розробки методів тонкостінних конструкцій та імовірнісно-статистичної оптимізації конструкцій літальних апаратів — з даної тематики загалом напрацював понад 70 наукових робіт.
З дружиною Надією виховали двох синів — Юрія та Володимира.
Як педагог підготував 4 кандидатів наук — по проблемним задачам проектування та конструювання вертольотів і літаків.
Серед робіт: монографія «Оцінка міцності тонкостінних конструкцій», Москва, 1974